# Villa Bennostraße 2 (Radebeul)

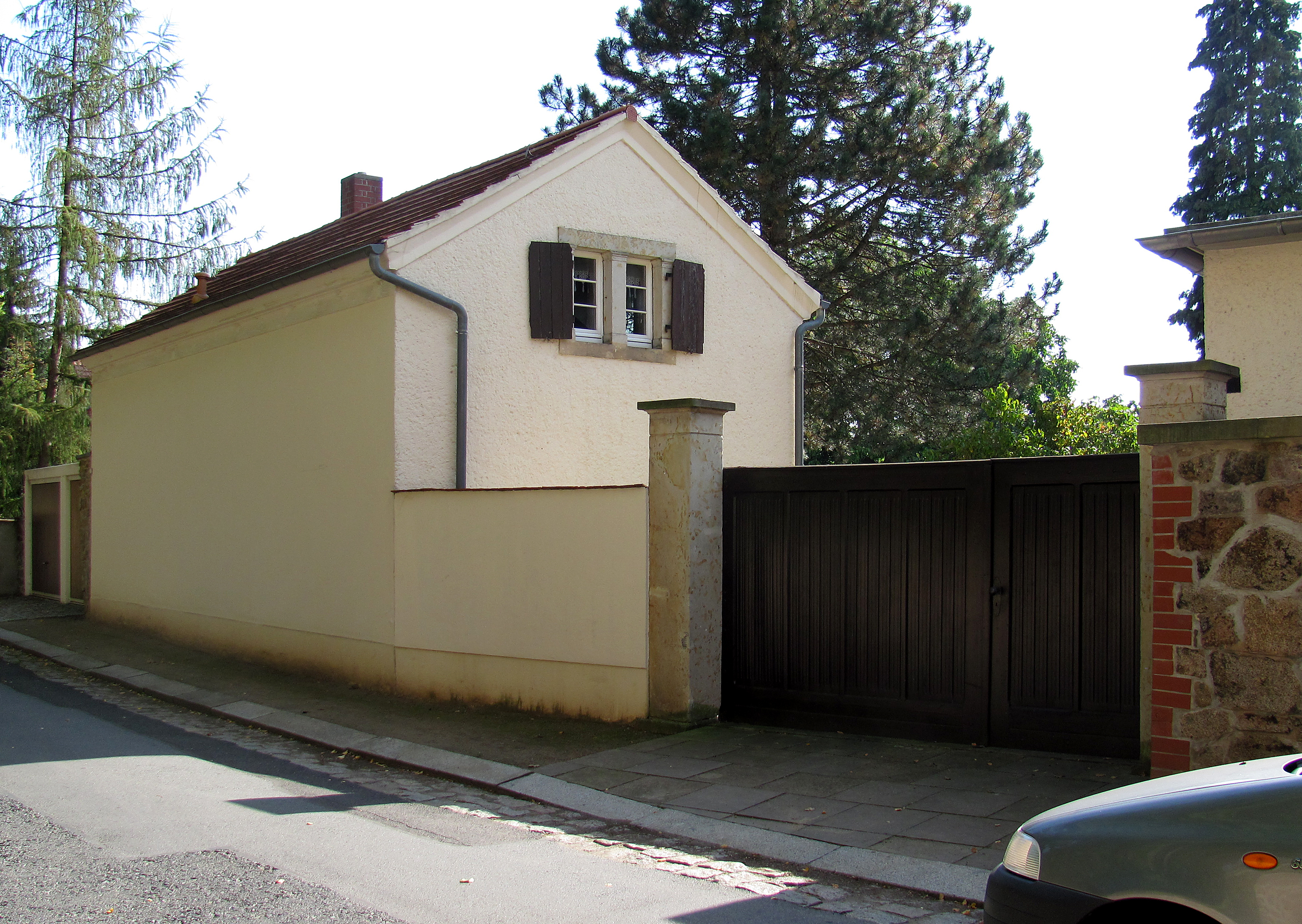
Villa Bennostraße 2: Nebengebäude

Die Villa in der Bennostraße 2 liegt im Stadtteil Serkowitz der sächsischen Stadt Radebeul. Das Gebäude errichtete der ortsansässige Baumeister Moritz Ziller im Jahr 1864.

## Beschreibung
Die unter Denkmalschutz stehende, landhausartige Villa besteht aus zwei sich kreuzweise durchdringenden Baukörpern jeweils mit flachem Satteldach, der zur Straße giebelständig stehende Bau ist eingeschossig, der zweite dagegen ist zweigeschossig. Das Gebäude steht auf einem Eckgrundstück zur Hoflößnitzstraße, direkt am Hörningplatz.
Spätere Anbauten vergrößern den Baukörper. Der Putzbau wird durch Sandsteinelemente gegliedert. Seitlich der Fenster befinden sich Klappläden. Die weit überstehenden Schieferdächer im Schweizerhausstil werden durch geschnitzte Holzkonsolen gestützt.
Das links an der Straße stehende, verputzte Nebengebäude mit Satteldach steht ebenfalls unter Denkmalschutz, ebenso wie die Torpfeiler, die Einfriedung, eine Gartenlaube sowie eine im Anwesen stehende weibliche Plastik.
Bis 1954 wohnte hier der Pädagoge Hugo Dingeldey.